# Alfred Schwenkenbecher
Friedrich Alfred Schwenkenbecher (* 12. September 1875 in Erfurt; † 8. März 1963 in Marburg) war ein deutscher Internist, Hochschullehrer und nationalsozialistischer Ärztefunktionär.
Schwenkenbecher studierte Medizin. Während seines Studiums wurde er im Wintersemester 1894/95 Mitglied der Burschenschaft Germania Jena. Er wurde 1900 an der Universität Marburg promoviert. Dort wurde er 1907 a.o. Professor und Leiter der Poliklinik. Er war Spezialist für Diätkost. 1914 wurde er als ordentlicher Professor für Innere Medizin an die neu gegründete Universität Frankfurt am Main berufen. 1922/23 war er Rektor der Universität Marburg. Zu seinen Schülern gehörte der Internist Paul Schölmerich.
Im Dritten Reich war Schwenkenbecher Vorsitzender der deutschen Internisten. Im November 1933 unterzeichnete er das Bekenntnis der deutschen Professoren zu Adolf Hitler. Am 20. April 1936 war er auf dem Reichsärztekongress, der die „deutsche“ Naturheilkunde mit der Schulmedizin zur „Neuen Deutsche Heilkunde“ verbinden sollte, für das Programm verantwortlich.
1956 wurde er zum Ehrenmitglied der Deutschen Gesellschaft für Innere Medizin (DGIM) ernannt. Die DGIM entzog ihm 2021 nachträglich den Status als Ehrenmitglied.

## Schriften
- Die Nährwerthberechnung tischfertiger Speisen, Berlin 1900 (= Marburger Dissertation)
- Nährstoffgehalt und Nährwert von Speisen: Zur Berechnung von Kostverordnungen, 1911 (11 Auflagen)